# 洗礼者聖ヨハネの誕生 (ティントレット)
『洗礼者聖ヨハネの誕生』（せんれいしゃせいヨハネのたんじょう、露: Рождение Иоанна Крестителя, 英: The Birth of John the Baptist）、または『聖母マリアの誕生』（せいぼマリアのたんじょう、英: Nativity of the Virgin） は、イタリア・ルネサンスのヴェネツィア派の巨匠ティントレットが1550年ごろに制作した絵画で、画家がヴェネツィアで名声を確立しつつあった青年期の作品である。現在、サンクトペテルブルクのエルミタージュ美術館に所蔵されている。美術館唯一のティントレットの作品であるが、助手の介入も否定できない。なお、ヴェネツィアのサン・ザッカリーア教会には、ティントレット自身の類似した作品『聖母マリアの誕生』が所蔵されている。

## 作品
絵画は、『新約聖書』中の「ルカによる福音書」(1:5-25および、57-66) にある洗礼者ヨハネの誕生の場面を表している。祭司であったザカリアは天使から父になるというお告げを受けるが、自身と妻が高齢であったために信じなかった。そのため、彼は息子のヨハネの誕生まで口が利けなくなってしまった。この主題は、アルテミジア・ジェンティレスキなどほかの画家も作品に取り上げられている。
場面は16世紀ヴェネツィアの住宅の室内に設定され、人物の扱いも、前景の金盥 (かなだらい) 、猫、ニワトリなどの静物的モティーフの描写も風俗画的な色合いを強く帯びている。エリサベトは出産直後で、画面右奥にあるベッドに横たわっている。老いたザカリアはふたたび口が利けるようになり、神への賞賛の歌を歌いだしている。
様々な女性たちが生まれたばかりのヨハネに付き添い、乳母が乳房を差し出している。輝く色彩と、衣服や高級品などに現れているヴェネツィア社会の要素はヴェネツィア派絵画の伝統である。劇的に誇張された雄弁なポーズ、強烈な明暗のコントラスト、彩度の高い色彩、大胆な厚塗りの筆遣いはティントレット独特のものであるが、人物の構図にはやや統一感が欠けている。